# Halvor Solberg
Pour les articles homonymes, voir Solberg.
Halvor Solberg (1895 – 1974) est un météorologue norvégien, membre de l'école de météorologie de Bergen qui développa la théorie des fronts météorologiques. Son travail théorique en collaboration avec Wilhelm Bjerknes, Jacob Bjerknes et Tor Bergeron, publié dans plusieurs articles de Physikalische Hydrodynamik durant les années 1930, aide à la compréhension de la cyclogénèse des dépressions des latitudes moyennes, à leur développement et leur déplacement.

## Biographie
Né à Ringsaker, Solberg a grandi à Vang, juste à l'extérieur d’Hamar, et termine ses études secondaires au Katedralskole en 1912. Il est ensuite inscrit à l'université et obtient en 1916 un diplôme en astronomie, chimie et mécanique. Solberg est assistant des professeurs Lars Vegard et Carl Stormer durant ces études, puis devient l'assistant de Wilhelm Bjerknes à Leipzig. L'année suivante, il accompagne Bjerknes, rappelé à l'université de Bergen pour organiser le nouvel Institut de géophysique, et devient donc un des premiers collaborateurs de l'École de météorologie de Bergen.
À la fin de la Première Guerre mondiale, il y avait des pénuries alimentaires en Norvège, Wilhelm Bjerknes et Theodor Hesselberg offrent leurs services pour faire des prévisions météorologiques pour l'agriculture. Durant les étés de 1918 et 1919, ils mettent sur pied des stations météorologiques le long de la côte ouest du pays. Solberg, à Christiania (Oslo), et Jacob Bjerknes, à Bergen, recueillent les données et les analysent. Tor Bergeron les rejoint en 1919. Basé sur ces observations, ils mettent au point un modèle de la cyclogénèse des dépressions météorologiques encore utilisé aujourd'hui et qui a servi de base pour l'école de Bergen en météorologie.
C'est également son travail qui amène Solberg à poursuite ses recherches en météorologie pour démontrer que le front polaire était instable. Il se rend alors compte qu'il avait besoin de plus de formation en mathématiques et en hydrodynamique. Solberg étudie donc aux universités de Göttingen et de Paris de 1921 à 1927. Après des études, il retourne à Oslo où il est de nouveau assistant de Wilhelm Bjerknes.
Il travaille ensuite au service de météorologie national de Norvège à partir de 1928, la même année que sa thèse de doctorat Intégration des équations des perturbations atmosphériques (Integrationen der atmosphärischen Störungsgleichungen) a été publiée. Il est nommé professeur de météorologie à l'université d'Oslo en 1930 et y reste jusqu'en 1964, en particulier comme doyen de la faculté des sciences durant la période d'occupation de 1942 à 1945.
Durant les années 1930, Solberg travaille sur une modélisation des marées, des ondes atmosphériques et sur la stabilité des fluides atmosphériques et marins,. En 1937, Solberg est invité à Varsovie en Pologne par le gouvernement polonais pour mettre sur pied un service de prévision météorologique sur le modèle norvégien. Il donne également des conférences dans plusieurs pays, y compris à plusieurs reprises aux États-Unis.

## Notoriété
Durant ses 34 années comme professeur, il a formé plus de 120 diplômés en météorologie. Halvor Solberg a été membre de l'Académie norvégienne des sciences et des lettres à partir de 1930 et en fut le secrétaire de 1946 à 1954. Il a présidé la Société de géophysique de Norvège entre 1937 et 1938 et président du Comité national de géodésie et de géophysique de 1946 à 1958. De 1950 à 1955, il a été président du Comité national pour les mathématiques et la mécanique de Norvège.
En 1937, Solberg a reçu le prix Fridtjof Nansen pour l'excellence en mathématiques et en sciences naturelles pour son travail.

## Œuvre bibliographique partielle
- (en) Halvor Solberg et Jacob Bjerknes, « Meteorological Conditions for the Formation of Rain », Geofysiske, vol. 2, no 3,‎ 1921
- (en) Halvor Solberg et J. Bjerknes, « Life Cycles of Cyclones and the Polar Front Theory of Atmospheric Circulation' », Geofysiske, vol. 3, no 1,‎ 1922
- (de) Halvor Solberg (Thèse de doctorat), « Integrationen der atmosphärischen Störungsgleichungen. 1: Wellenbewegungen in rotierenden, inkompressiblen Flüssigkeitsschichten », Geofysiske, vol. 5, no 9,‎ 1928
- (de) Halvor Solberg, Vilhelm Bjerknes, Jacob Bjerknes et Tor Bergeron, Physikalische Hydrodynamik mit Anwendung auf die dynamische Meteorologie, Berlin, 1933
- (de) Halvor Solberg, « Über die freien Schwingungen einer homogenen Flüssigkeitsschicht auf der rotierenden Erde », Astrophysica Norvegica, vol. 1, no 7,‎ 1936
- (de) Halvor Solberg, « Schwingungen und Wellenbewegungen in einer Atmosphäre mit nach oben abnehmender Temperatur », Astrophysica Norvegica, vol. 2, no 2,‎ 1936
- Halvor Solberg, Le mouvement d'inertie de l'atmosphère stable et son rôle dans la théorie des cyclones, Edinburgh, 1936
- (de) « De moderne elektroniske regnemaskiners anvendelse i næringsliv og vitenskap », UiO, Sosialøkonomisk institutt,‎ 1955